# Universitätsmamsellen
Se llama Universitätsmamsellen a un grupo de cinco mujeres alemanas del siglo XVIII que no pudieron asistir a la Universidad de Gotinga. Las cinco jóvenes eran hijas de eminentes profesores de la universidad sajona, pero en ese momento la universidad les cerraba sus puertas. Solo una pudo obtener el título de la universidad, aunque de manera individual y casi secreta. Las cinco llegaron a ser intelectuales que destacaron en campos como el estudio y el pensamiento, la novela o la crónica social.

## Composición
- Philippine Engelhard (1756–1831), hija de Johann Christoph Gatterer,
- Caroline Schelling (1763–1809), hija de Johann David Michaelis,
- Therese Huber (1764–1829), hija de Christian Gottlob Heyne,
- Meta Forkel-Liebeskind (1765–1853), hija de Rudolf Wedekind, y
- Dorothea Schlözer (1770–1825), hija de August Ludwig von Schlözer

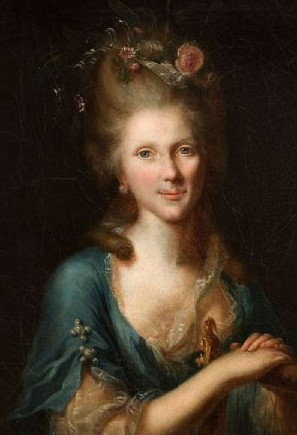
Philippine Engelhard
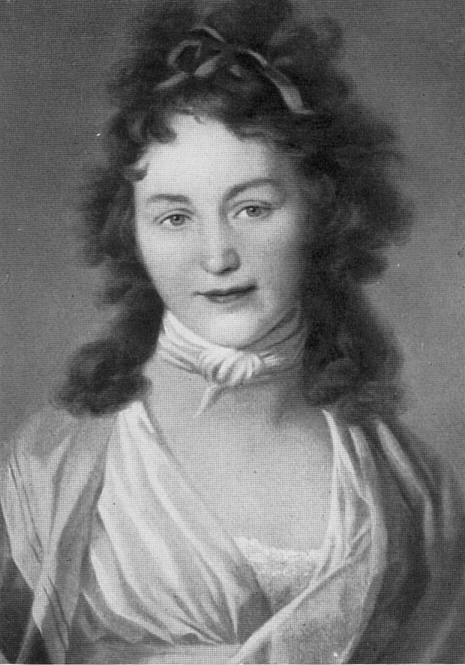
Caroline Schelling
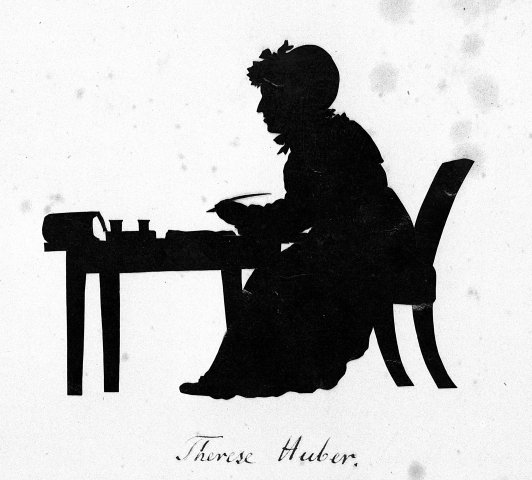
Therese Huber
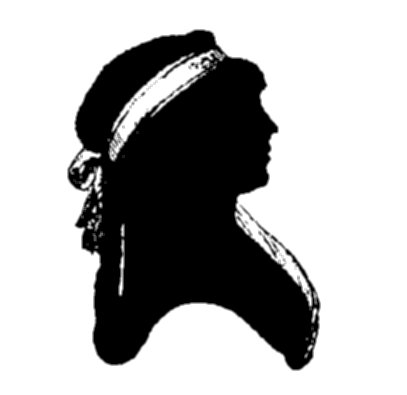
Meta Forkel-Liebeskind
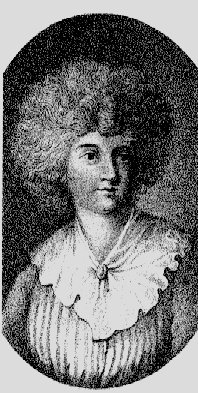
Dorothea Schlözer

## República de Maguncia
A su vez, tres de ellas (Caroline Schelling, Therese Huber y Meta Forkel-Liebeskind) estaban asociadas al movimiento político de la República de Maguncia. La República de Maguncia fue el primer Estado democrático en territorio alemán y estaba centrada en Maguncia. Fue una "república hermana" producto de las Guerras Revolucionarias Francesas que duró solamente desde marzo hasta julio de 1793.

## Otras fuentes
- Die Mainzer Klubbisten zu Königstein. Oder, die Weiber decken einander die Schanden auf. Ein tragi-komisches Schauspiel in einem Aufzuge (= Franz Blei (Hrsg.): Deutsche Litteratur-Pasquille. Bd. 4). Neudruck der Ausgabe 1793. Zeitler, Leipzig 1907.
- Klaus Harpprecht, Gesa Dane: Die Universitäts-Mamsellen. Fünf Göttinger Damen, die teilweise schön, allesamt reizvoll, begabt und gebildet, gewiss aber so gescheit waren wie die meisten Professoren. Deuerlich, Gotinga 1988.
- Eckart Kleßmann: Universitätsmamsellen. Fünf aufgeklärte Frauen zwischen Rokoko, Revolución und Romantik (= Die Andere Bibliothek. Bd. 281). Eichborn, Frankfurt am Mano 2008,  (ISBN 978-3-8218-4588-3).
- Annette Lüchow: „Eine Gans unsrer Stadt“. Die Göttinger „Universitätsmamsellen“. In: Georg Christoph Lichtenberg 1742–1799. Wagnis der Aufklärung. Hanser, München u. tiene. 1992, ISBN 3-446-17040-5, S. 197–201 (Ausstellungskatalog in Darmstadt bzw. Gotinga).

- Datos: Q1405475